# (38245) Marcospontes
(38245) Marcospontes (1999 PF4) – planetoida z pasa głównego asteroid okrążająca Słońce w ciągu 4,92 lat w średniej odległości 2,89 j.a. Odkryta 12 sierpnia 1999 roku.